# Bronsveen (waterschap)
Het Bronsveen is een voormalig waterschap in de Nederlandse provincie Groningen.
In 1918 werd besloten om van het laaggelegen noordoostelijke deel van de Nieuwediepsterpolder met de naam Bronsveen af te splitsen en onder een aparte bemaling te brengen, die zou gaan uitslaan op het Pekelderhoofddiep. In 1921 werd het nieuw bemalen gebied een zelfstandig waterschap.
Waterstaatkundig gezien ligt het gebied sinds 2000 binnen dat van het waterschap Hunze en Aa's.